# Fuerte Dimeo
El fuerte Dimeo o Kastro de Kalogria (en griego, Τείχος Δυμαίων) es un yacimiento arqueológico ubicado cerca del cabo Araxos, en las proximidades de las localidades de Áraxo y Kalogria, en Élide, Grecia.

## Historia
El lugar sirvió de asentamiento desde el periodo neolítico, e incrementó su importancia durante el heládico temprano y el heládico medio. La construcción de la fortificación mediante muros ciclópeos se realizó en época micénica, en torno al 1300 a. C. Una leyenda decía que había sido construido por Heracles cuando combatió a los eleos. Se ha sugerido que podría identificarse con la ciudad de Larisa, con la de Mírsino, o incluso con la de Nérico, mientras que la denominación de Fuerte de Dime o Fuerte Dimeo es posible que se adoptara en el periodo helenístico.
Entre el final de la Edad del Bronce y la época protogeométrica no se ha probado que el lugar siguiera estando ocupado. Posteriormente fue escenario de diversos eventos históricos. Pertenecía a la ciudad aquea de Dime cuando, durante la llamada Guerra Social, fue ocupada por los eleos, dirigidos por Eurípidas en 220 a. C., tras haber derrotado a Mico de Dime, comandante segundo de los aqueos. Después fue recuperada por Filipo V de Macedonia y devuelta a Dime (219 a. C.) En época romana era parte de la Colonia Iulia Augusta Dumaeorum. Durante la época bizantina un muro dividió la acrópolis en dos partes y se construyó una torre. El lugar fue también ocupado por los venecianos en dos ocasiones. Durante el segundo periodo veneciano, entre 1685 y 1715, fue ocupado por 1000 colonos procedentes de Lidoriki, una población de Fócide. Es posible que fuera en este periodo cuando se usó como cementerio la parte norte de la acrópolis.
En el siglo XIX estaba desierto, pero en el siglo XX fue utilizado por el ejército italiano como campamento durante la Segunda Guerra Mundial y se causaron grandes daños a los restos antiguos.

## Restos arqueológicos

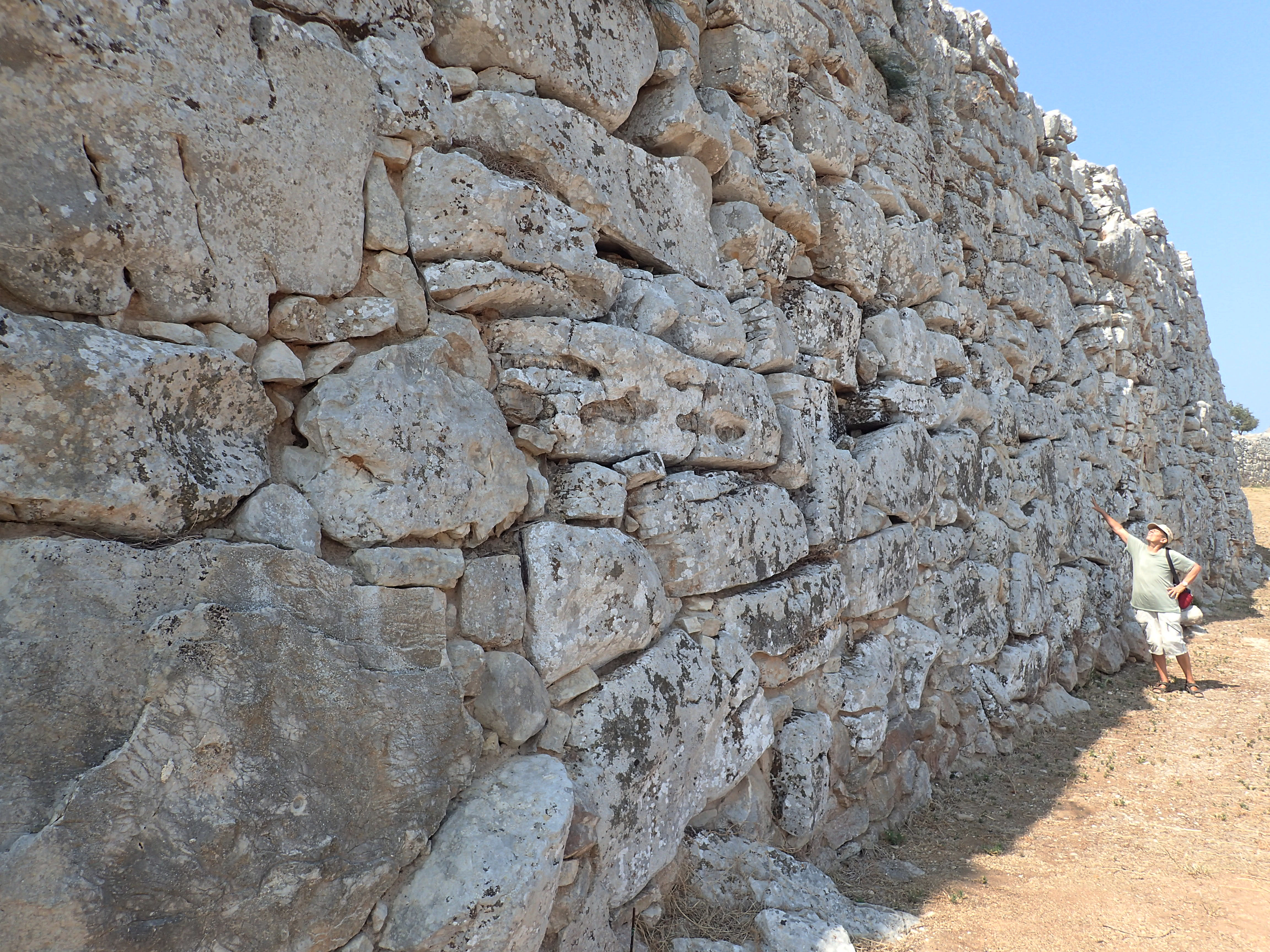
Detalle del muro septentrional.

El sitio arqueológico fue excavado por Efthymios Mastrokostas en la década de 1960. En este sitio se han encontrado restos que van desde el periodo neolítico hasta la época romana.
La fortificación mide unos 250 m de largo, tiene una altura que llega hasta los 8,40 m y un grosor de entre 4,5 y 5,5 m. Se accedía al interior a través de tres puertas. Se trata de la única acrópolis micénica fortificada que se ha encontrado en el oeste de Grecia. Tres de los cuatro lados de la acrópolis aparecen rodeados por este muro. El lado meridional permaneció sin fortificar puesto que se trataba de la ladera más abrupta y además muy probablemente estaba protegido por el mar en el Heládico Reciente (posteriormente los sedimentos de un río provocaron que en el lugar se formara una laguna que se está desecando poco a poco).
Entre los restos hallados se encuentra un altar del periodo geométrico, ubicado junto a la puerta principal, en el nordeste. Junto a él se hallaron abundantes ofrendas votivas que pertenecen a diversos periodos que abarcan desde la época arcaica hasta el periodo helenístico. También se encontraron dos inscripciones fechadas entre los siglos IV y II a. C. en las que aparecen dos parejas de dioses que probablemente recibieran veneración en este lugar: Afeto y Afrodita en una de ellas y Enialio y Artemisa en la otra.